# 福田健介
福田 健介（ふくだ けんすけ、1984年7月24日 - ）は、神奈川県出身のサッカー選手。ポジションはディフェンダー（サイドバック）。

## 来歴
中学・高校時代を横浜F・マリノスの下部組織でプレーし、明治大学を経て2007年に東京ヴェルディに入団。明大では同期に小川佳純、森賢一、2期下に長友佑都がチームメイトにいた。また大学時はサイドハーフとしてプレーした事もある。草津との開幕戦では海本幸治郎を押しのけて開幕スタメンの座を勝ち取った。その後も海本と熾烈なポジション争いを繰り広げ、新人ながら15試合に出場した。背番号を2に変更した2008年は海本がグロインペイン症候群と診断され戦線を離脱。和田拓三と右サイドバックのポジションを争い17試合に出場した。その後、2009年も18試合に出場したがレギュラー定着には至らなかった。2010年は服部年宏と那須川将大の2人が退団した左サイドバックのレギュラーに定着。自己最多の35試合に出場した。2011年は川崎フロンターレから加入した森勇介が加入し、さらに和田拓也や高橋祥平の台頭もあって出番を減らし、シーズン終了後に退団した。
2012年からヴァンフォーレ甲府へ完全移籍。自己最多の41試合に出場し、甲府のJ1昇格に大きく貢献した。
2013年は自身にとって2008年以来となるJ1でのプレーとなった。シーズン当初から右サイドバックとして出場を続けていたが、シーズン中盤のシステム変更に伴い以降は左ウイングバックでプレー。試合展開によってはボランチでもプレーし、プレーの幅を大きく広げた一年となった。またこのシーズンはフリーキックやコーナーキックのキッカーも担当し、第6節の柏レイソル戦では直接フリーキックを決めている。
2014年は左サイドを本職とする阿部翔平が加入したこともあり右ウイングバックでプレー。しかし第20節の鹿島アントラーズ戦で負傷し手術。その後戦列復帰することなくシーズンを終えた。
2016年12月26日V・ファーレン長崎への完全移籍が発表された。2018年シーズン終了後、契約満了により退団。同年12月12日、フクダ電子アリーナで行われたJリーグ合同トライアウトに出場した。
2019年、栃木SCへ移籍。同シーズンは6試合しか出場できず、同年11月27日、栃木SCは契約期間の満了と来季に向けた契約更新をしないことを発表した。
2020年、おこしやす京都ACへ移籍。シーズン終了後に退団した。
2021年、東京都社会人サッカーリーグ4部のFC NossA 八王子へ移籍。

## 所属クラブ
ユース経歴
- 1993年 - 1996年 FC津久井ペガサス
- 1997年 - 1999年 横浜F・マリノスジュニアユース追浜
- 2000年 - 2002年 横浜F・マリノスユース（神奈川県立逗葉高等学校）
- 2003年 - 2006年 明治大学

シニア経歴
- 2007年 - 2011年  東京ヴェルディ
- 2012年 - 2016年  ヴァンフォーレ甲府
- 2017年 - 2018年  V・ファーレン長崎
- 2019年  栃木SC
- 2020年  おこしやす京都AC
- 2021年  FC NossA八王子

## 個人成績
| 国内大会個人成績 | 国内大会個人成績 | 国内大会個人成績 | 国内大会個人成績 | 国内大会個人成績 | 国内大会個人成績 | 国内大会個人成績 | 国内大会個人成績 | 国内大会個人成績 | 国内大会個人成績 | 国内大会個人成績 | 国内大会個人成績 |
| 年度             | クラブ           | 背番号           | リーグ           | リーグ戦         | リーグ戦         | リーグ杯         | リーグ杯         | オープン杯       | オープン杯       | 期間通算         | 期間通算         |
| 年度             | クラブ           | 背番号           | リーグ           | 出場             | 得点             | 出場             | 得点             | 出場             | 得点             | 出場             | 得点             |
| 日本             | 日本             | 日本             | 日本             | リーグ戦         | リーグ戦         | リーグ杯         | リーグ杯         | 天皇杯           | 天皇杯           | 期間通算         | 期間通算         |
| ---------------- | ---------------- | ---------------- | ---------------- | ---------------- | ---------------- | ---------------- | ---------------- | ---------------- | ---------------- | ---------------- | ---------------- |
| 2007             | 東京V            | 29               | J2               | 15               | 0                | -                | -                | 1                | 0                | 16               | 0                |
| 2008             | 東京V            | 2                | J1               | 17               | 0                | 4                | 0                | 1                | 0                | 22               | 0                |
| 2009             | 東京V            | 2                | J2               | 18               | 0                | -                | -                | 0                | 0                | 18               | 0                |
| 2010             | 東京V            | 2                | J2               | 35               | 1                | -                | -                | 1                | 0                | 36               | 1                |
| 2011             | 東京V            | 2                | J2               | 24               | 1                | -                | -                | 1                | 0                | 25               | 1                |
| 2012             | 甲府             | 2                | J2               | 41               | 1                | -                | -                | 0                | 0                | 41               | 1                |
| 2013             | 甲府             | 2                | J1               | 32               | 2                | 2                | 0                | 2                | 0                | 36               | 2                |
| 2014             | 甲府             | 2                | J1               | 17               | 0                | 6                | 1                | 1                | 0                | 24               | 1                |
| 2015             | 甲府             | 2                | J1               | 1                | 0                | 0                | 0                | 0                | 0                | 1                | 0                |
| 2016             | 甲府             | 2                | J1               | 10               | 0                | 4                | 0                | 1                | 0                | 15               | 0                |
| 2017             | 長崎             | 29               | J2               | 7                | 0                | -                | -                | 1                | 0                | 8                | 0                |
| 2018             | 長崎             | 29               | J1               | 0                | 0                | 1                | 0                | 0                | 0                | 1                | 0                |
| 2019             | 栃木             | 44               | J2               | 6                | 0                | -                | -                | 1                | 0                | 7                | 0                |
| 2020             | お京都           | 29               | 関西1部          | 1                | 0                | -                | -                | 0                | 0                | 1                | 0                |
| 2021             | 八王子           | 6                | 東京4部          |                  |                  |                  |                  |                  |                  |                  |                  |
| 通算             | 日本             | 日本             | J1               | 83               | 2                | 17               | 1                | 6                | 0                | 106              | 3                |
| 通算             | 日本             | 日本             | J2               | 140              | 3                | -                | -                | 4                | 0                | 144              | 3                |
| 通算             | 日本             | 日本             | 関西1部          | 1                | 0                | -                | -                | 0                | 0                | 1                | 0                |
| 総通算           | 総通算           | 総通算           | 総通算           | 224              | 5                | 17               | 1                | 10               | 0                | 251              | 6                |

### 公式戦におけるその他の記録
- Jリーグ初出場 - 2007年3月4日 J2第1節 ザスパ草津戦
- Jリーグ初得点 - 2010年10月16日 J2第30節 ファジアーノ岡山FC戦

## タイトル
- 2000年
  - 日本クラブユースサッカー選手権 (U-18)大会優勝
- 2004年
  - 関東大学サッカー選手権優勝
  - 総理大臣杯全日本大学サッカートーナメント3位

## 選抜・代表歴
- 2006年
  - 関東大学選抜A